# EFCAB1
EFCAB1 (англ. EF-hand calcium binding domain 1) – білок, який кодується однойменним геном, розташованим у людей на 8-й хромосомі. Довжина поліпептидного ланцюга білка становить 211 амінокислот, а молекулярна маса — 24 488.
| 10         |  | 20         |  | 30         |  | 40         |  | 50         |
| ---------- |  | ---------- |  | ---------- |  | ---------- |  | ---------- |
| MNRKKLQKLT |  | DTLTKNCKHF |  | NKFEVNCLIK |  | LFYDLVGGVE |  | RQGLVVGLDR |
| NAFRNILHVT |  | FGMTDDMIMD |  | RVFRGFDKDN |  | DGCVNVLEWI |  | HGLSLFLRGS |
| LEEKMKYCFE |  | VFDLNGDGFI |  | SKEEMFHMLK |  | NSLLKQPSEE |  | DPDEGIKDLV |
| EITLKKMDHD |  | HDGKLSFADY |  | ELAVREETLL |  | LEAFGPCLPD |  | PKSQMEFEAQ |
| VFKDPNEFND |  | M          |  |            |  |            |  |            |

A: Аланін

C: Цистеїн

D: Аспарагінова кислота

E: Глутамінова кислота

F: Фенілаланін

G: Гліцин

H: Гістидин

I: Ізолейцин

K: Лізин

L: Лейцин

M: Метіонін

N: Аспарагін

P: Пролін

Q: Глутамін

R: Аргінін

S: Серин

T: Треонін

V: Валін

W: Триптофан

Задіяний у такому біологічному процесі, як альтернативний сплайсинг. 
Білок має сайт для зв'язування з іонами металів, іоном кальцію.